# David Pinto-Duschinsky
David Johnathan Pinto-Duschinsky (né en juin 1974) est un homme politique du parti travailliste britannique qui est député de Hendon depuis 2024.

## Jeunesse
Pinto-Duschinsky est le fils du survivant de l'Holocauste et universitaire Michael Pinto-Duschinsky (en) et est né en juin 1974. Il fait ses études à la Magdalen College School puis au Pembroke College de l'Université d'Oxford où il est président de l'Oxford Union en 1995.
Il travaille comme consultant chez McKinsey & Company puis comme associé chez Ernst & Young. En politique, Pinto-Duschinsky est conseiller de l'ancien chancelier travailliste Alistair Darling et directeur adjoint de l'unité stratégique du Premier ministre avant son élection comme député.

## Début de carrière politique
Lors des élections générales de 2015, il se présente contre George Osborne à Tatton, un siège sûr pour le Parti conservateur.
En 2019, il se présente aux élections du Parti travailliste à Hendon et perd face au sortant, Matthew Offord, qui l'emporte avec une majorité de 4 230 voix.
En 2024, Pinto-Duschinsky se présente dans la même circonscription. Il remporte le siège avec seulement 15 voix d'avance après un recomptage. Il s’agit de la plus petite majorité lors des élections générales de 2024.